# Сапунов Андрій Олександрович
Сапунов Андрій Олександрович (26 травня 1977, м. Київ, Україна) — мандрівник, письменник. За результатами подорожей видав 10 книжок та путівників.
Починаючи з 1997 р. А. Сапунов по декілька місяців на рік проводить у подорожах. Головний об'єкт для вивчення - країни колишнього СРСР. Поїздки почав з відвідування маленьких містечок та районних центрів України, Росії та Білорусі, піших походів вихідного дня на природі. 
А. Сапунов відвідав 33 країни, 137 республіканських, обласних та крайових центрів на території колишнього СРСР. Поїздки А. Сапунов здійснює зазвичай на місцевому рейсовому (електрички, поїзди, автобуси, маршрутки) та попутному транспорті, періодично - з використанням літаків та теплоходів / поромів.
У 2023 році незаконно виїхав з України у Молдову, про що у кінці вересня 2023 року написав у соцмережі "Вконтакті". 
У 2024 році підготував до друку українофобську книгу: "Украина военного времени. Моя жизнь в тылу. Исход".

## Найзначніші подорожі
- 2001 - 4-місячна експедиція на Далекий Схід, в ході якої були відвідані: острів Сахалін (від м. Холмська на півдні до м. Оха і сел. Колендо на півночі), сел. Краскіно, Хасан (найпівденніші точки Приморського краю та взагалі азійської частині Росії), «Саянське кільце» (Хакасія та Тува), острів Ольхон на Байкалі, БАМ.
- 2002 - 3-місячна експедиція «Гіперборея» з України до Якутії, протягом якої А. Сапунову довелося тиждень плисти на вантажному судні по річці Лена[2] і прожити місяць в Тіксі - одному з найпівнічніших портів світу, на березі Північного Льодовитого океану.
- 2003 - подорож до Сирії. Дорога від України до Близького Сходу пролягала через російський Північний Кавказ, Південну Осетію, Грузію, Туреччину.
- 2004 - експедиція «Кільце Чорного моря». Включала в себе: поїздку по Дунаю на кораблі від України до Болгарії, місячні мандри по Болгарії, що включали відвідування всіх основних міст країни та Родопських гір, подорож по Туреччині, Грузії, Азербайджану, російському Дагестану.
- 2005 - експедиція до Казахстану та Киргизстану; місячна подорож по Польщі, в результаті якої було пройдено пішки по цій країні декілька сотень кілометрів.
- 2006 - подорож по Балканах (Сербія, тоді ще ніким не визнана держава Косово, Румунія, Болгарія); численні краєзнавчі поїздки в Польщу, що тривали в сукупності близько двох місяців.
- 2007 - 4-місячна експедиція «Від варяг до Великого шовкового шляху» по просторах колишнього СРСР (північ Росії - Мурманська та Архангельська обл., Карелія, «Золоте кільце», Поволжя, Казахстан, Узбекистан, Киргизстан, Таджикистан).
- 2008 - 4-місячна музично-культурологічна подорож по 17 лісовим фестивалям Росії та Україні (авторської пісні, рок-н-ролу, езотерики та туризму).
- 2009 - 2-місячна поїздка до Єгипту (дослідження міст дельти Нілу, Олександрії, Каїра, а також оази Сива).
- 2010 - поїздка по Європі (Франція, Нідерланди, Бельгія, Німеччина, Польща), 2-місячна подорож по Азії (Таджикистан[3], Узбекистан, Туркменістан, Іран, Туреччина).
- 2011 - 4 поїздки в Прибалтику: дослідження міст і селищ Естонії, Латвії, Литви, Калінінградської області РФ.

## Список творів
За результатами подорожей А. Сапуновим були написані такі твори:
- Андрій Сапунов «Україна і Молдова. По містах і селах». Путівник. Москва: Репроцентр, 2008, 400 с., ISBN 978-5-91344-039-6.
- Андрій Сапунов, Антон Кротов «Середня Азія. Практичний путівник по Україні, Узбекистану, Казахстану і Таджикистану» (у співавторстві). Москва: ГЕО-МТ, ТК «Скрінті», 2008, 152 с., ISBN 978-5-98296-029-0. 2-е стереотипне видання - Москва: ГЕО-МТ, ТК «Скрінті», 2009, 152 с., ISBN 978-5-98296-039-9.
- Андрій Сапунов «Білорусь. По містах і селах». Путівник. Москва: ГЕО-МТ, ТК «Скрінті», 2009, 296 с., ISBN 978-5-98296-045-0.
- Андрій Сапунов, Антон Кротов «Єгипет по-справжньому. Каїр та все інше» (у співавторстві). Путівник. Москва: ГЕО-МТ, 2009, 216 с., ISBN 978-5-98296-044-3. 2-е стереотипне видання - Москва: ГЕО-МТ, 2011, 216 с., ISBN 978-5-98296-062-7.
- Андрій Сапунов «Київ. Вулицями та провулками». Путівник. Москва: ГЕО-МТ, ТК «Скрінті», 2010, 160 с., ISBN 978-5-98296-059-7.
- Андрій Сапунов «Крізь терни до зірок Євросоюзу». Повість про поїздку по Європі. Москва: ГЕО-МТ, 2010, 48 с., ISBN 978-5-98296-060-3.
- Андрій Сапунов «Польща. По містах і селах». Путівник. Москва: ГЕО-МТ, 2010, 216 с., ISBN 978-5-98296-063-4.
- Андрій Сапунов «Узбекистан. По містах і селах». Путівник. Москва: ГЕО-МТ, 2011, 320 с., ISBN 978-5-98296-078-8.
- Андрій Сапунов, Тетяна Косарєва, Андрій Черкасов «Білорусь» (книга вийшла в серії «Путівник активного мандрівника «Крок за кроком», у співавторстві), Москва, 2011, 304 с., ISBN 978-5-98387-010-9.
- Андрій Сапунов, Олег Русанов «Євро 2012. Україна та Польща» (у співавторстві). Путівник. Москва, 2012, 224 с., ISBN 978-5-93883-168-1.